# José Vicente Conejero Gallego

Wappen von José Vicente Conejero Gallego.

José Vicente Conejero Gallego (* 5. April 1951 in Plasencia, Spanien) ist ein spanischer Geistlicher und Bischof von Formosa.

## Leben
José Vicente Conejero Gallego empfing am 20. Juni 1975 das Sakrament der Priesterweihe.
Am 5. Dezember 1996 ernannte ihn Papst Johannes Paul II. zum Koadjutorbischof von Formosa. Der Apostolische Nuntius in Argentinien, Erzbischof Ubaldo Calabresi, spendete ihm am 19. März 1997 die Bischofsweihe; Mitkonsekratoren waren der Bischof von Plasencia, Carlos López Hernández, und der Bischof von Formosa, Dante Carlos Sandrelli. Am 14. Januar 1998 wurde José Vicente Conejero Gallego in Nachfolge von Dante Carlos Sandrelli, der aus Altersgründen zurückgetreten war, Bischof von Formosa.